# 大野町中央公民館
大野町中央公民館（おおのちょうちゅうおうこうみんかん）は、岐阜県揖斐郡大野町が管理・運営する公共施設（公民館）である。
単に中央公民館とも称する。

## 概要
- 町民の文化及び教養の向上、福祉の増進を図ることを目的とする施設である[2]。
- 建物は1967年（昭和42年）12月6日着工し、1968年（昭和43年）3月31日完成[3]。同年4月4日に開館[3]。開館当初は結婚式場、図書室なども設置されていた[4]。
- 1994年（平成6年）7月に大野町総合町民センターが開館すると、施設が重複するため閉館。図書室は大野町総合町民センターに併設の大野町立図書館となった。その後全面改装し、2000年（平成12年）に再開する[5]。

## 施設内容
- 大ホール
- 第1和室
- 第2和室
- 第3和室
- 第4和室
- 第1小会議室
- 第2小会議室
- 調理実習室
- 談話室
- 資料室

### 入居団体
- 公益社団法人大野町シルバー人材センター

## 利用案内
- 所在地：岐阜県揖斐郡大野町大字黒野913番地1
- 使用時間：8:30 - 22:00[6][7]
- 休館日：月曜日、年末年始（12月29日 - 1月3日）[7]

## 交通アクセス

### 公共交通機関
- 「大野バスセンター」バス停より徒歩約5分。
  - 岐阜バス
    - JR東海東海道本線・高山本線岐阜駅（JR岐阜駅バスターミナル）・名鉄名古屋本線・各務原線名鉄岐阜駅（名鉄岐阜のりば）より真正大縄場線【O85】「大野バスセンター」、大野忠節線【C39】「大野バスセンター」行き
    - JR東海東海道本線穂積駅より大野穂積線「大野バスセンター」行き

  - 名阪近鉄バス
    - JR東海東海道本線・樽見鉄道・養老鉄道大垣駅（大垣駅前バスのりば）より大垣大野線「大野バスセンター」行き

  - 揖斐川町ふれあいバス
    - 養老鉄道揖斐駅より揖斐大野線「大野バスセンター」行き
- 大野デマンドタクシー「中央公民館」停留所下車、徒歩すぐ。

## 周辺施設
- 大野町役場
- 大野町保健センター
- 大野町総合町民センター
- 大野町立図書館
- 大野町民俗資料館
- 大野町立大野中学校
- 大野町民体育館
- 大野町民武道館